# Paul Distelbarth
 (mai 2016).
Si vous disposez d'ouvrages ou d'articles de référence ou si vous connaissez des sites web de qualité traitant du thème abordé ici, merci de compléter l'article en donnant les références utiles à sa vérifiabilité et en les liant à la section « Notes et références ».
Paul Heinrich Distelbarth, né le 23 décembre 1879 à Wiesenthal et mort le 17 janvier 1963 à Löwenstein, est un pacifiste militant pour l’amitié et la coopération entre la France et l’Allemagne.

## Biographie
La famille de Paul Distelbarth est d’origine de la Souabe et elle possédait une entreprise d’exportation de verre. Paul Distelbarth fait un apprentissage comme employé de banque et il vit ensuite à Paris pendant quelques années. En 1911, il épouse Hildegard Erhardt avec qui il aura six enfants, mais deux fils sont tués au cours de la Seconde Guerre mondiale.
Après des accords de Locarno en 1925, Paul Distelbarth s’engage pour l'amitié franco-allemande. Il rencontre l’industriel Robert Bosch et les associations d'anciens combattants. Après la prise du pouvoir par Hitler en 1933, Paul Distelbarth doit fuir à Paris en raison d'un mandat d’arrêt pour haute trahison. À Paris, il écrit son livre La France vivante et devient correspondant pour le Deutsche Allgemeine Zeitung. Il s’engage pourtant encore pour la communication entre les deux pays. À l’âge de 66 ans, Paul Distelbarth et Hermann Schwerdtfeger travaillent pour le journal régional Heilbronner Stimme. Il voyage beaucoup, comme par exemple dans l’Union soviétique et en Chine.

## L'amitié franco-allemande
Pour Paul Distelbarth, l’amitié franco-allemande est très importante. Il pensait qu’une paix en Europe serait impossible sans l’amitié franco-allemande. Il incite les Allemands à voyager en France pour faire l’expérience de la culture de ce pays. Sa lutte pour l’amitié franco-allemande se poursuit même sous le régime nazi.
Paul Distelbarth ne voulait pas une amitié dictée par les gouvernements, mais une amitié bénévole et vivante entre les citoyens des deux pays. Cette idée, qui a pour but une communauté harmonieuse, commence déjà à l’école maternelle et continue par des échanges scolaires entre les lycées. Il est important pour lui que les Allemands apprennent à connaître les voisins Français pour comprendre comment ils sont en réalité, leur culture, leur constitution psychique et d'autres choses pour combattre les stéréotypes qui existent. Sans ces connaissances, on ne peut pas communiquer correctement.
Pour cela, l’amitié entre la France et l’Allemagne est centrale pour la cohésion et la paix dans l'Europe entière et a besoin de maintien constant, selon Paul Distlbarth.

## Les honneurs
- Le lycée allemand Ev. Paul-Distelbarth-Gymnasium à Obersulm[2] porte son nom.